# 格雷姆·洛登
格雷姆·洛登（英語：Graeme Lowdon，1965年4月23日—），是一名英国的赛车运动管理者，他从2024年起成为一级方程式的凯迪拉克车队领队。此前他担任过维珍车队首席执行官和玛鲁西亚车队运动总监；他也是中国第一位一级方程式赛车手周冠宇的经理人。

## 职业生涯
格雷姆·洛登成长于英国的斯托克斯菲尔德，他在谢菲尔德大学的机械工程专业完成了本科和硕士的学业，并取得了纽卡斯尔大学的MBA学位。之后他进入了能源行业，并在北英格兰以及新加坡工作过。并在之后加入ABB集团发电站部门下属的全球销售团队。他和赛车运动结缘也来自这段时间，他的一个美国客户同时还运营一支印地赛车车队，洛登帮助该车队获得了一份赞助合同。
1996年，洛登回到英国，创立了Industry Online，为工业界提供在线交易平台。他还共同创立了雷诺方程式车队Eiger Racing。在获得3i集团的投资后，他将Industry On-line更名为“Just2Clicks”，并于2000年在伦敦证券交易所的另类投资市场（伦敦证券交易所的子市场）上市。2000年底，洛登加入馬諾車隊，担任非执行管理人员。
2002年，他和其他人共同创立了诺麦德数码，之后公司成为全球领先的运输行业数据通信提供商，专门提供火车上的WiFi网络服务。
洛登帮助马诺车队成立一级方程式的车队，洛登与英国富商理查德·布兰森和其维珍集团有着良好的关系，维珍铁路是诺麦德数码的重要客户之一，洛登凭借这层关系创立了维珍车队，并担任车队的首席执行官。2015年10月30日，车队宣布洛登及车队领队约翰·布斯将在12月底起离开车队，原因是与车队拥有者斯蒂芬·菲茨帕特里克存在分歧。之后洛登回到马诺车队并加入其世界耐力锦标赛项目。
洛登之后还发展了赛车手经纪人业务，他在中国赛车手周冠宇尚参加二级方程式时期便成为其经纪团队主要成员之一，并帮助其在2022年加入一级方程式的阿尔法·罗密欧车队，成为中国第一位一级方程式正式车手。
2022年起，洛登开始成为通用汽车和安德雷蒂车队加入一级方程式项目的顾问。在经历了安德雷蒂方面被通用和凯迪拉克取代并将未来的车队更名为“凯迪拉克车队”后，一级方程式集团最终同意了通用凯迪拉克车队于2026年赛季进入一级方程式的申请。2024年12月，凯迪拉克车队宣布格雷姆·洛登将成为车队的领队。